# Wrecked
Wrecked – piąty album studyjny założonej przez Raymonda Wattsa formacji PIG, wydany 24 lipca 1996 roku w Japonii i 16 września 1997 roku w Stanach Zjednoczonych. Obydwa wydania różnią się listą utworów i długością całego albumu. Do utworu "Everything" stworzono promocyjny teledysk, lecz nie wydano go poza Japonią.

## Lista utworów
1. "Wrecked" – 7:19
2. "The Book of Tequila" – 6:17
3. "Everything" – 3:43
4. "Find It Fuck It Forget It" (Regret It Mix) – 3:39
5. "Save Me" – 4:51
6. "The Only Good One's a Dead One" – 5:40
7. "Fuck Me I'm Sick" – 6:52
8. "My Sanctuary" (Spent Sperm Mix) – 6:39
9. "Blades" (Slash Mix) – 6:37
10. "Silt" – 6:33

Wydanie amerykańskie
1. "Wrecked" – 7:19
2. "No One Gets Out of Her Alive" – 5:52
3. "Everything" – 3:44
4. "Contempt" – 4:32
5. "Save Me" – 4:52
6. "The Only Good One's a Dead One" – 5:40
7. "Blades" (Slash Mix) – 6:11
8. "Find It Fuck It Forget It" (Sump Mix) – 4:43
9. "Sanctuary" (Spent Sperm Mix) – 7:31
10. "Silt" – 6:35